# 次渠站

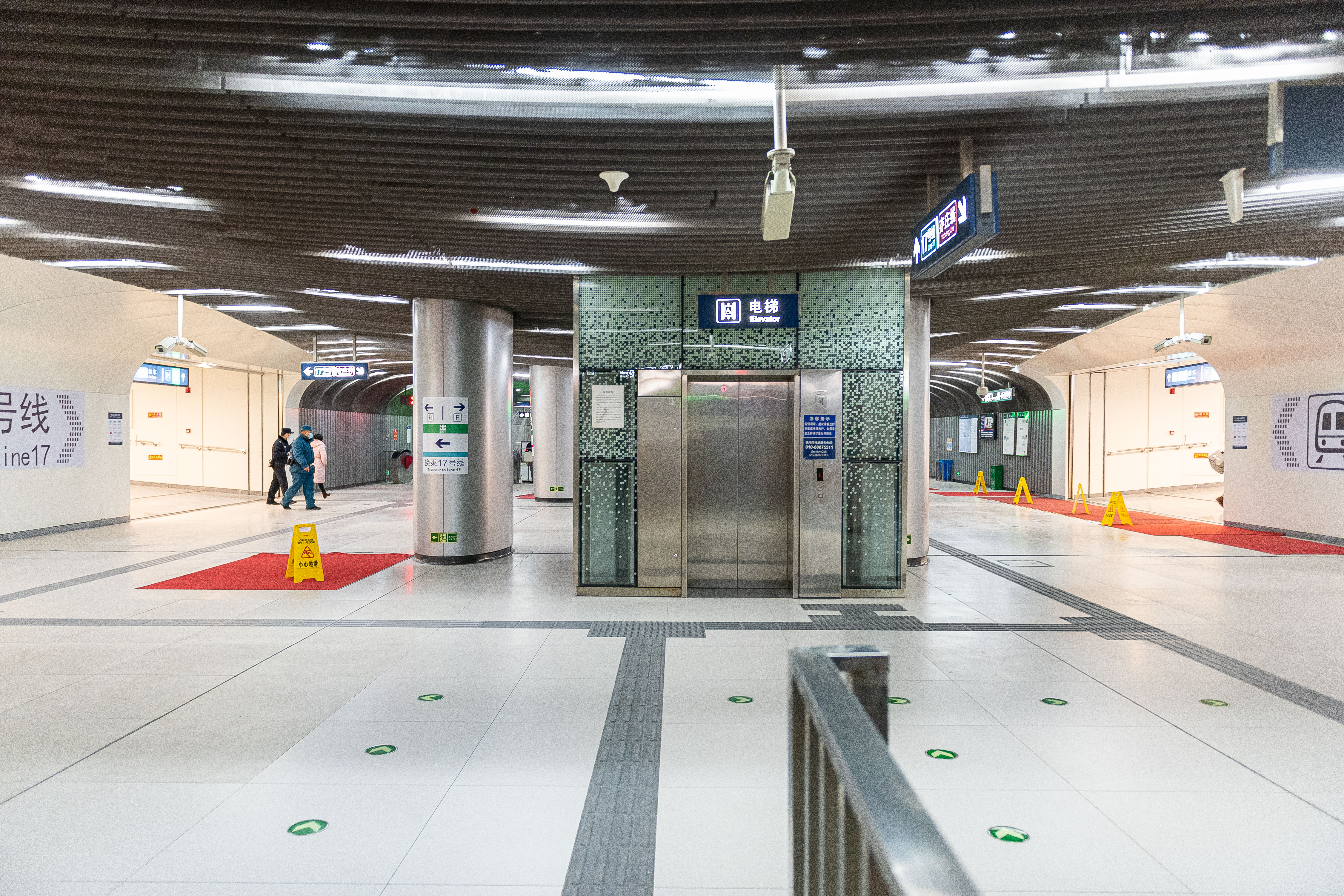
次渠站亦庄线站厅（2022年1月摄）

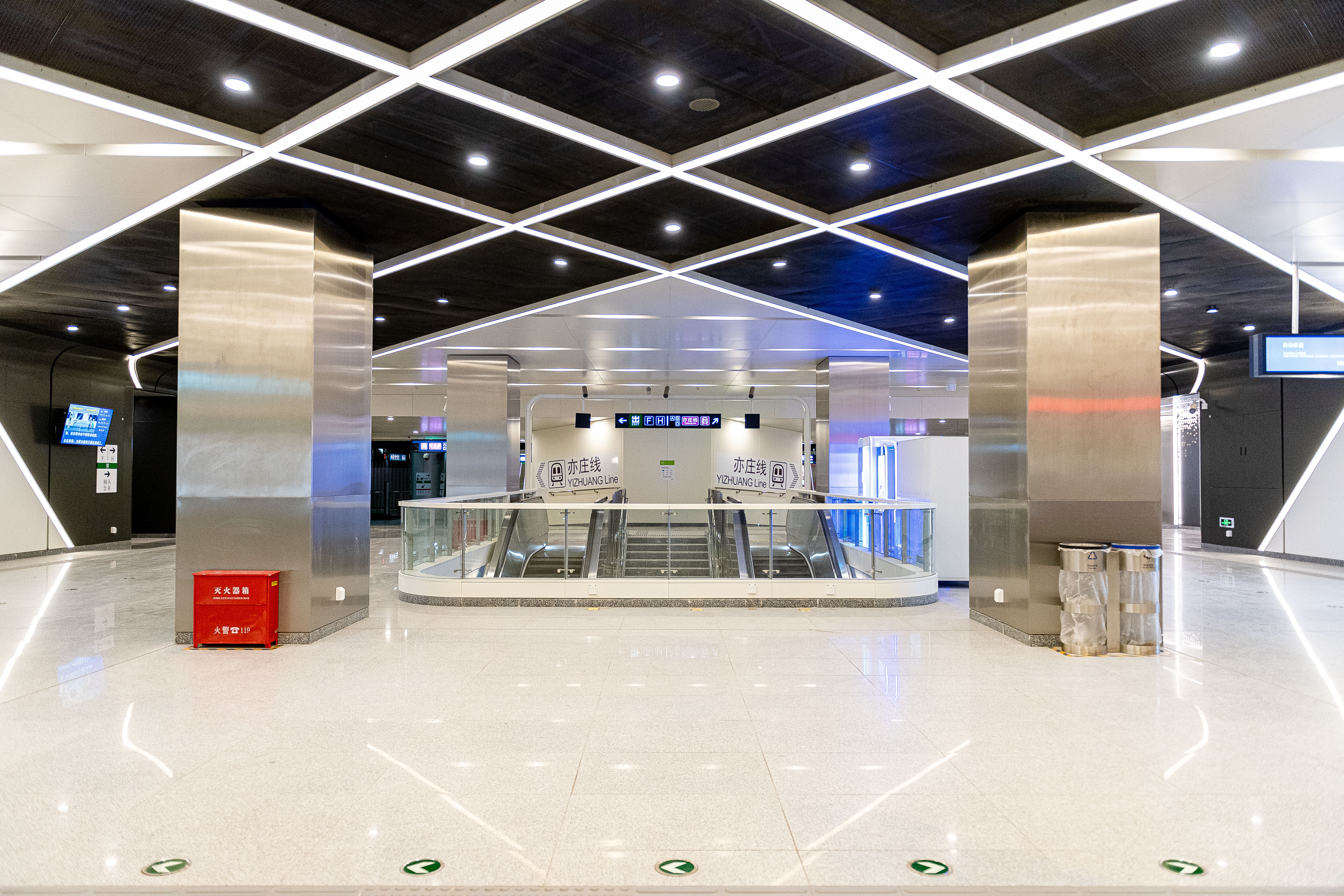
次渠站17号线站厅（2022年1月摄）

次渠站是一个位于中国北京市通州区台湖镇潞西路，属于北京地铁亦庄线与17号线的地铁换乘站。亦庄线车站于2010年12月30日开通，17号线车站则于2021年12月31日随该线南段（十里河至嘉会湖）启用。

## 位置
次渠站在潞西路和东小路交汇处北侧，亦庄线车站呈西南－东北走向，17号线车站呈西北－东南走向，与亦庄线车站呈十字交叉。

## 结构
该站为地下车站，亦庄线和17号线均采用岛式站台设计，两线站厅呈十字交叉。亦庄线车站采用双层双柱三跨框架结构，有效站台宽度12米，车站全长227米，结构净高13.2米，净宽20.7米，站厅层吊顶模仿水波形状，站厅立柱为倒圆锥形。17号线车站采用地下三层双柱三跨箱型框架结构，两端为明挖，中部下穿既有线处为平顶直墙单层暗挖法施工。17号线车站总长415米，标准段宽23.1米，结构净高22米，车站中心线里程处底板埋深为25米。
17号线站厅至站台楼扶梯的眉头墙装饰有公共艺术作品《承光载忆》，站台则有树形艺术品《万象更新》。
| 地面层                | 出入口                         | A-H出入口                        |
| 地下一层 站厅层       | 站厅                           | 票务服务、自动售票机、一卡通充值 |
| 地下二层 亦庄线站台层 |                                | █ 亦庄线往宋家庄（次渠南）       |
| 地下二层 亦庄线站台层 | 岛式站台，左側開门             |                                  |
| 地下二层 亦庄线站台层 | █ 亦庄线往亦庄火车站（終點站） |                                  |
| 地下三层 17号线站台层 |                                | █ 17号线往十里河（次渠北）       |
| 地下三层 17号线站台层 | 岛式站台，左側開门             |                                  |
| 地下三层 17号线站台层 | █ 17号线往嘉会湖（終點站）     |                                  |

## 出入口
|                       |        |                                            |      |            |
|                       |        |                                            |      |            |
| 编号                  | 指示   | 建议前往的目的地                           | 照片 | 无障碍设施 |
| 连通 亦庄线站厅       |        |                                            |      |            |
| 出口 · A · 升降机标志 | 东小路 |                                            |      |            |
| 出口 · B              | 潞西路 | 次渠中学                                   |      | 不適用     |
| 出口 · D              | 潞西路 | 台湖镇中心小学、华馨园小区、次渠怡芳园小区 |      | 不適用     |
| 连通 17号线站厅       |        |                                            |      |            |
| 出口 · F              | 潞西路 |                                            |      | 不適用     |
| 出口 · H              | 铺西路 |                                            |      | 不適用     |
| 註： 設有             |        |                                            |      |            |